# Movimento dei focolari
Il Movimento dei focolari, ufficialmente Opera di Maria, è un movimento internazionale di rinnovamento spirituale e sociale che mira a contribuire all'unità della famiglia umana secondo il mandato evangelico "Che tutti siano uno" (Gv 17,21). Nato come movimento laicale cattolico, oggi è presente in 182 Paesi, con centri stabili in 87 Nazioni. Fanno parte del Movimento cristiani di 350 Chiese e comunità ecclesiali, credenti di diverse religioni e persone di convinzioni non religiose che condividono in vario modo spiritualità e obiettivi. È caratterizzato dalla vocazione al dialogo, a costruire ponti e rapporti di fratellanza tra singoli, popoli e fra differenti ambiti sociali e culturali. Il Movimento è rappresentato presso le istituzioni internazionali attraverso l'associazione internazionale New Humanity, organizzazione non governativa che gode dello Stato Consultivo Generale presso il Consiglio Economico e Sociale delle Nazioni Unite (ECOSOC). È anche partner ufficiale dell'UNESCO..
È stato fondato in Italia a Trento da Chiara Lubich nel 1943 nel pieno del secondo conflitto mondiale. Per le sue peculiarità sociali ebbe relazioni difficili con la Chiesa Cattolica fino agli anni del Concilio Vaticano II. Successivamente il rapporto con la Chiesa di Roma e con altre chiese e realtà religiose o spirituali divenne saldo vivendo quel principio di unità e fratellanza universale.

## Storia

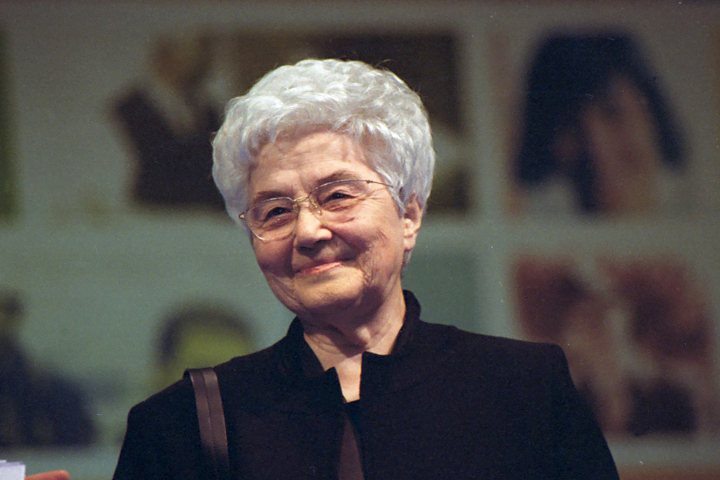
Chiara Lubich, fondatrice del Movimento dei focolari

Il Movimento nasce a Trento durante il secondo conflitto mondiale. Chiara Lubich, allora giovane ventitreenne, nella città occupata dai nazifascisti e sotto l'azione distruttiva dei bombardamenti angloamericani, comprende che «ogni cosa materiale può crollare ma non Dio, inteso come Amore».  Il 7 dicembre 1943, data che segna convenzionalmente la genesi del movimento che in seguito si svilupperà, Chiara si dona a Dio consacrandosi.
Attorno a questa data Chiara e un gruppo di compagne, alcune come lei appartenenti o novizie del Terzo Ordine Francescano, iniziano a vivere il Vangelo secondo l'ispirazione di Chiara di prendere trafiletti dai Vangeli e viverli per la settimana. Rapidamente l'assiduo aiuto ai poveri tramite la comunione dei beni inizia ad attrarre i concittadini tridentini nell'aiuto ai quartieri più abbandonati
Il movimento si caratterizza per un progetto di ritorno al Vangelo come motore di cambiamento personale e sociale, e oltre al gran numero di uomini e donne che ruotavano attorno a Chiara nell'autunno 1944 una "casetta" di fronte alla Chiesa dei Cappuccini di Trento divenne un punto in cui potevano vivere assieme e coordinare la loro missione nel momento più critico del conflitto bellico. Questa casetta prese il nome di "focolare", legato specialmente allo slogan "Fuoco e fiamma!", legato all'idea di incendiare il mondo d'Amore. Da qui il nome del Movimento nel gergo popolare.
Tra il termine del conflitto mondiale e la ricostruzione, il Movimento crebbe molto rapidamente uscendo da Trento, poi dal Trentino all'Italia caratterizzato dalla sua peculiarità di essere un nuovo stile di vita, spiccatamente comunitario. Questo stile di rinnovamento, oggi propriamente chiamato "spiritualità dell'unità, "si è riverberata sui comportamenti concreti, quotidiani ed ha avuto poi una refluenza su alcuni importanti riflessi di carattere sociale", come affermato dal Presidente della Repubblica Italiana Sergio Mattarella in occasione del centenario dalla nascita della fondatrice. Questa spiritualità negli anni ha mostrato un carattere di universalità, come afferma il biografo Gentilini, perché "capace di trasformare la vita di persone di diverse età, etnie, culture e credo".
Il vescovo di Trento Carlo De Ferrari ne dà la prima approvazione a livello diocesano nel 1947, sostenendo: "Qui c'è il dito di Dio". Successivamente il movimento è stato a lungo studiato dalle autorità ecclesiastiche sino a giungere alla prima approvazione ad experimentum degli Statuti nel 1962 sotto il pontificato di papa Giovanni XXIII, divenuta poi definitiva nel 1964 con papa Paolo VI. Papa Giovanni Paolo II nel 1998 ha riconosciuto i Focolari e gli altri Movimenti ecclesiali e nuove comunità come "originati da un carisma", cioè da "un dono dello Spirito Santo alla persona del fondatore [...] per venire incontro alle attese dell'umanità".Con gli ulteriori sviluppi del Movimento sono stati redatti nuovi Statuti, approvati nel 1990, apprezzati particolarmente dal pontefice per la vocazione al dialogo. Negli anni antecedenti e successivi questi eventi sono fiorite opere, iniziative, progetti e soprattutto rinascite, conversioni, vocazioni.
Due figure, per il loro particolare contributo allo sviluppo del Movimento, sono state riconosciute da Chiara Lubich cofondatori: Igino Giordani, deputato all'Assemblea Costituente, poi nella Democrazia Cristiana, che Chiara Lubich incontra nel 1948 a Roma al Palazzo Montecitorio e che diventerà il primo focolarino sposato. Contribuirà allo sviluppo dell'ecumenismo e della dimensione sociale del Movimento. Ancora, Pasquale Foresi, ventenne in preparazione al sacerdozio, incontra la fondatrice nel 1949 a Trento. Sarà il primo focolarino ordinato sacerdote. Negli anni ha contribuito, in particolare, a far approvare gli statuti del movimento, a far nascere gli studi teologici scaturiti dalla spiritualità dell’unità, ad avviare la casa editrice Città Nuova (prima tra le 38 riviste e le 25 altre case editrici oggi esistenti nel mondo), ad edificare il primo Centro Mariapoli a Rocca di Papa (Roma) e a realizzare la prima cittadella del Movimento, Loppiano (oggi sono 24 nei cinque continenti).
Una serie di viaggi e incontri dei primi focolarini nei collegi internazionali di Roma sono tra le cause che hanno permesso una rapida diffusione del movimento prima in Italia, poi in Europa e negli altri continenti. Vi aderiscono, secondo la pagina ufficiale dei Focolari, circa due milioni di persone in 182 Paesi nei 5 continenti.

## Carisma
Sin dall'inizio dalla fine degli anni 30 Chiara Lubich iniziò a formare una "proto-filosofia" della spiritualità dell'Unità, che divenne sempre più articolata nei fatti e nel suo nocciolo durante la Seconda Guerra Mondiale. Durante i bombardamenti Chiara Lubich e le sue compagne, seguiti poi da altri appartenenti al Terzo Ordine Francescano (di cui la Lubich faceva parte) e molti ancora dopo il 1944, iniziarono a vivere la dura realtà bellica e dell'occupazione nazi-fascista secondo due cardini dai Vangeli, l'ultima preghiera di Gesù:
(Gv 17,21)
 e l'abbandono sulla croce:
(Mt 27,46)
Queste due frasi, "una pagina lucente di misterioso amore, Unità, e una pagina di misterioso dolore, Gesù Abbandonato" divennero la magna charta della loro vita e del movimento nascente. Inizialmente visto sia da Chiara che dalle persone più strette come una "semplice applicazione del cristianesimo", nel 1947 sotto richiesta dal vescovo di Trento venne realizzato il primo documento definente il carisma intitolato "Statuto dei Focolari della carità (Apostoli dell'Unità).
Con gli anni questa impronta dell'unità verrà riconosciuta l'azione di un carisma specifico, un carisma di unità. Già dall'inizio degli anni '50, specialmente grazie al lavoro di Pasquale Foresi, il Movimento dei Focolari potè armarsi di una spiritualità dell'Unità sempre meglio definita nelle sue dimensioni teologiche e sociali. Questo permise l'espansione del Movimento sia nei territori maggiormente cattolici (come l'Italia) che altrove trovando sempre maggior apprezzamento da parte di teologi e personalità chiave sia religiose che secolari.
Nell'80º del Movimento, il 7 dicembre 2023, il Card. Kevin Farrell, Prefetto del Dicastero per i Laici, Famiglia e Vita, ha affermato che il Movimento, il cui nome ufficiale è Opera di Maria, "contiene un essenziale 'carisma mariano'.

## La via del dialogo
Attraverso le più diverse circostanze, con la diffusione del Movimento nelle varie aree geografiche, sotto impulso di Chiara Lubich, a partire dagli anni Sessanta, si apre il dialogo a livello di vertici e di popolo: all'interno della propria Chiesa, tra fedeli delle diverse confessioni cristiane, seguaci di altre religioni, tra credenti e non credenti, con la cultura contemporanea. Diverrà lo scopo specifico del movimento quale via privilegiata che conduce all'unità della famiglia umana.
- Con le altre realtà nella Chiesa cattolica - Uno sviluppo è avvenuto a partire dall'incontro in piazza San Pietro in Vaticano promosso da Papa Giovanni Paolo II alla vigilia di Pentecoste 1998 con leader e aderenti dei Movimenti ecclesiali e nuove comunità[26]. In Europa è seguita una collaborazione estesa anche a Movimenti e nuove comunità di varie Chiese, di Paesi dell'Ovest e Est del vecchio continente, tesa a operare  "Insieme per l'Europa", mettendo a frutto i carismi delle Comunità e dei Movimenti nel tradurre i valori cristiani in risposte concrete alle sfide attuali[27].
- Con le Chiese e comunità ecclesiali non cattoliche. Il dialogo come fonte di vita, e lo scambio di doni è emerso da molte testimonianze di cristiani di diverse confessioni appartenenti ai Focolari, in occasione di un convegno svolto il 2021 nel 60º del Centro Uno, la segreteria internazionale che segue l’attività ecumenica dei Focolari nel mondo e promuove corsi di ecumenismo e incontri ecumenici internazionali[28], come per esempio i raduni annuali di Insieme per l'Europa. Ad Ottmaring, nei pressi di Augusta (Germania) è attivo il “Centro ecumenico di vita”, dove vivono circa 140 abitanti, appartenenti al Movimento dei Focolari e alla Fraternità di vita comunitaria (Bruderschaft vom gemeinsamen Leben) di origine evangelica[29]. E ancora, a Welwyn Garden City in Inghilterra dove vivono cattolici e anglicani, a Baar in Svizzera riformati e cattolici[30].
- Con seguaci di altre religioni: si è sviluppato a livello di singoli e di leader e movimenti anche, ma non solo, grazie alla partecipazione alla Conferenza Mondiale delle religioni per la pace (WCRP), poi denominata Religions for peace di cui il Movimento diviene membro dal 1984 e Chiara Lubich presidente onoraria dal 1994. Il dialogo è attivo con ebrei, specie in Terra Santa, Argentina con i membri della B'nai B'rith, in Usa e Europa[31]; con migliaia di buddisti in Giappone con la vasta Associazione laica di rinnovamento buddista Rissho Kosei-kai e in Tailandia con i monaci e monache del buddismo Therevada[32]; con musulmani in Algeria, in Europa e negli Stati Uniti con i musulmani afro-americani[33]; con indù a Mumbai e nel Tamil Nadu in India, e ancora con sikh, animisti e bahá’í.  È attiva a Tagaytay (Filippine) una scuola per il dialogo interreligioso a servizio di tutto il continente asiatico[34]. Il dialogo viene presentato con esperienze di vita, di collaborazione in campo sociale, progetti comuni riflessioni filosofiche e teologiche.
- Con atei e agnostici, sulla base della supremazia degli ideali umani della solidarietà, giustizia e pace, come osservato dal Presidente della Repubblica Italiana Giorgio Napolitano al momento della dipartita di Chiara Lubich[35]. Per favorire questo dialogo è attivo dal 1978 il Centro internazionale per il dialogo con persone di convinzioni non religiose, che dal 2014 pubblica la "Idea del Mese[36]", con la quale la sezione non credente del Movimento vive la più nota "Parola di Vita"  mensilmente redatta[37], ma fuori dall'ottica religiosa. Questo dialogo è alimentato anche da convegni locali e internazionali a cadenza periodica[38].

## Composizione
Negli anni si sono formate varie diramazioni che operano nella società: nel mondo della famiglia, dei giovani e dei ragazzi, della cultura, della politica, dell'economia (etc.). Ma abbracciano anche il mondo ecclesiale: il mondo sacerdotale, dei religiosi e delle religiose, ed anche dei vescovi, legati spiritualmente al movimento.  Al cuore, quale "cellula-base", i focolari, piccole comunità formate da uomini o donne totalmente donati a Dio, in cui sono inserite anche le persone sposate..
Complessivamente conta 110.000 membri attivi e circa 2 milioni di aderenti che condividono il fine e in vario modo lo spirito, nella fedeltà alla propria Chiesa, fede e coscienza. Di maggioranza cattolici, vi fanno parte anche cristiani di diverse Chiese e comunità ecclesiali (15.000) tra cui ortodossi, evangelico-luterani, riformati, anglicani; seguaci di varie religioni (7000), come: ebrei, musulmani, buddisti, indù, sikh e agnostici, atei o indifferenti (oltre 10.000).

### Principali diramazioni
- Movimento Umanità Nuova – Si articola in “mondi”, in cui convergono persone che operano nello stesso ambito (economia, arte, salute, giustizia, educazione, comunicazione sociale, politica) impegnate ad immettere la linfa trasformatrice del Vangelo negli ambienti in cui operano. Raccoglie e mette in rete anche iniziative e opere sociali di varia dimensione[41].
- Movimento Famiglie nuove. – Particolare attenzione rivolge alle coppie in difficoltà, smembrate, divorziate. Negli anni matura una nuova cultura della famiglia che ha riflessi su educazione famigliare e solidarietà, rivolta ai bambini senza famiglia con affido, adozioni internazionali e adozioni a distanza, portate avanti attraverso l’Associazione Azione per le famiglie Nuove, onlus[42].

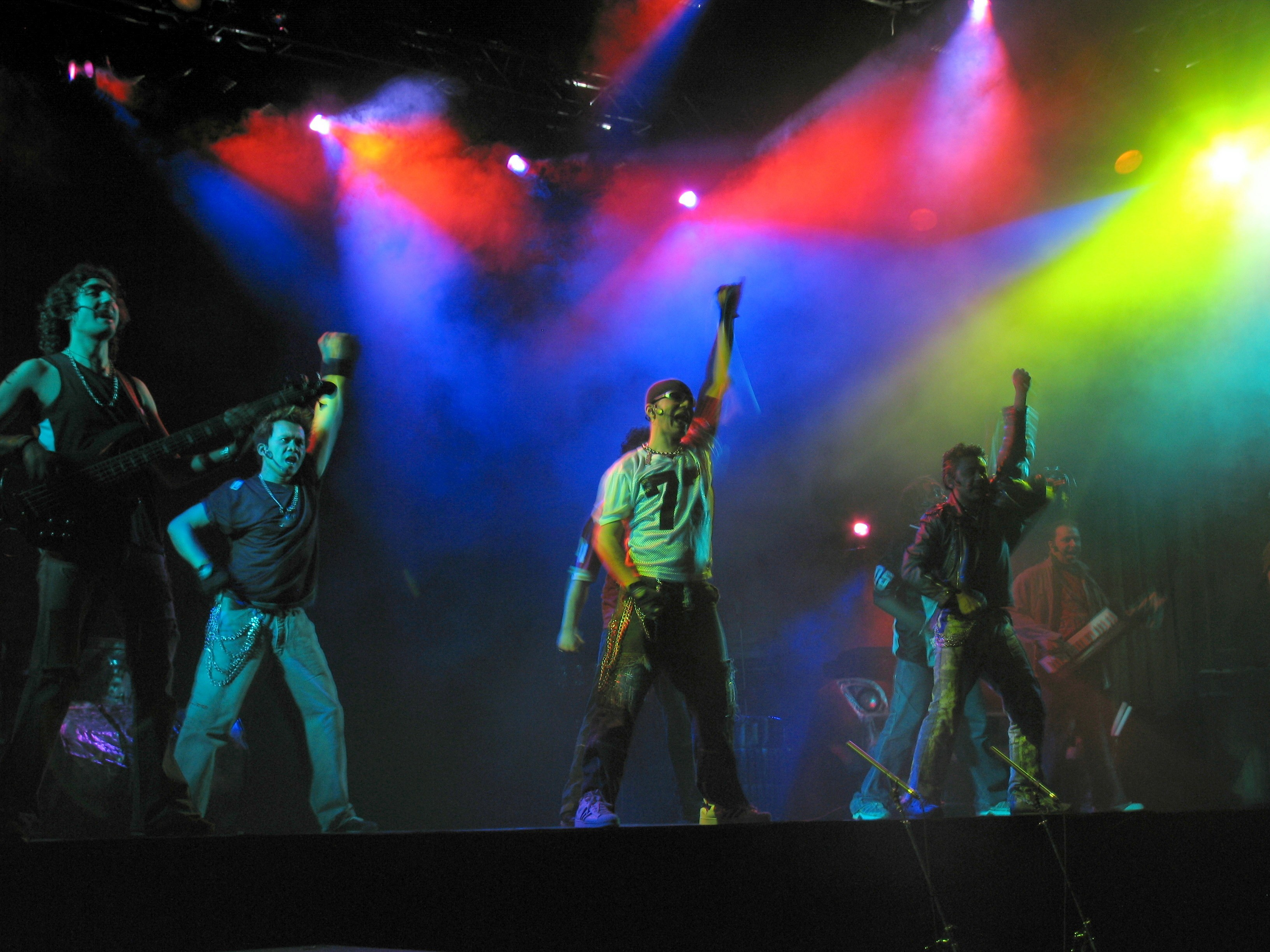
Gen Rosso è il gruppo musicale internazionale del Movimento dei Focolari

- Giovani per un mondo unito. – È sotto la sigla Y4UW (Youth for a United world) che si identificano giovani di culture, religioni e nazionalità diverse. Sviluppano progetti per affrontare i problemi locali, ma con lo sguardo proiettato verso un orizzonte universale. Dal 2019 hanno aperto nuove vie per un mondo unito, il Pathways[43] con un programma pluriennale ispirato ai colori dell’arcobaleno che investono economia e lavoro, dialogo tra culture e religioni, pace, ambiente, arte, politica. Chiara Lubich ha dato il via a questo movimento a largo raggio nel 1983. Lo animano i e le Gen (Generazione Nuova) che sin dal 1967 si erano coinvolti con radicalità nella “rivoluzione evangelica” da lei proposta proprio negli anni in cui il mondo giovanile era in profondo fermento in tutto il mondo occidentale, esploso l'anno seguente con la contestazione giovanile del Sessantotto.
- Ragazzi per l'unità. – Anche a bambini e adolescenti, la fondatrice aveva prospettato un grande compito: “Far sperare e vedere l’alba di un mondo nuovo”[44]. Nasce così la terza generazione dei Focolari, i Gen3. Attorno a loro prende forma il più vasto movimento Ragazzi per l’unità. Si impegnano in iniziative sociali ad ampio respiro. L’attenzione della fondatrice si era rivolta anche ai più piccoli: nel 1984 nascono i Gen4, cioè la quarta generazione.
- Movimento Parrocchiale.  e Movimento Diocesano. – Per il servizio pastorale dei sacerdoti in comunione con i laici, nascono comunità parrocchiali vive. Dal 1967 prende forma il Movimento Parrocchiale e poi il Movimento Diocesano. Attingendo ai principi della spiritualità dell’unità, la pastorale assume un’impronta spiccatamente comunitaria, incentrata sulla Parola vissuta e la comunione delle esperienze, nell’apertura al dialogo al di là dei confini parrocchiali. Il Movimento parrocchiale è maggiormente sviluppato in Paesi dell’Europa e dell’America Latina, ma è presente anche nell'America del Nord, in varie nazioni dell’Asia e Africa[45].
- Movimento Sacerdotale. – Vi fanno parte sacerdoti diocesani, diaconi permanenti e seminaristi cattolici e, secondo modalità loro proprie, anche ministri di altre Chiese cristiane e Comunità ecclesiali. Suo scopo è diffondere nel presbiterio diocesano, nei seminari e nei vari ambiti ecclesiali lo spirito di comunione, attraverso: la collaborazione con altri Movimenti e Comunità e con gli incaricati diocesani per il clero per un rinnovamento della vita dei sacerdoti e della pastorale;  esercizi spirituali per sacerdoti, diaconi e seminaristi; congressi internazionali; corsi annuali per educatori nei seminari; pubblicazioni.
- Movimento dei religiosi e delle religiose. – La spiritualità dell’unità che porta all’esperienza viva di Chiesa-comunione, sin dagli inizi coinvolge dapprima frati cappuccini, conventuali, poi carmelitani, gesuiti e di altre congregazioni religiose. Sperimentando una nuova vitalità evangelica, riscoprono le radici della propria vocazione, i propri fondatori/fondatrici e carismi. Negli anni Cinquanta e Sessanta, studenti dei collegi internazionali di Roma che avevano conosciuto il Movimento, tornando nei rispettivi Paesi sono stati tramite per il diffondersi della spiritualità dell’unità nel mondo[46].

## Ambiti di azione

### Cultura
- Città Nuova - Gruppo editoriale – La cultura dell’unità è diffusa in vario modo attraverso una gamma di pubblicazioni: libri e riviste, cartacee e online in varie lingue. È attivo in Italia e in 19 altri Paesi. Comprende tra gli altri: “Città Nuova”, rivista di opinione con 36 edizioni in 22 lingue, “Nuova Umanità”, rivista trimestrale di cultura, in italiano; “Ekklesía”, rivista trimestrale di vita ecclesiale e religiosa. Si aggiunge anche un centro di produzione audovisivi, il CSC Media.
- Istituto Universitario Sophia, centro di formazione e di ricerca accademica con sede nella cittadella internazionale di Loppiano.  È caratterizzato da formazione al lavoro in team, alla composizione dei conflitti, strategie di problem solving, percorsi di dialogo, in un ambiente internazionale e interculturale.
- Scuola Abba –  L’attività accademica dell’Istituto Universitario Sophia trae ispirazione dall’esperimento attivo dagli inizi degli anni Novanta la Scuola Abba, centro studi formato da studiosi di diverse discipline, dedito all’approfondimento intellettuale della valenza dottrinale del carisma dell’unità. Entro questo spazio si costruiscono ponti tra le diverse forme del sapere. Hanno così cominciato a prendere figura, a livello scientifico, linee culturali in cui si integrano pensiero e azione.

Tra il 1998 e 2008, tratti di questa nuova dottrina – spaziano dalle scienze sociali, alla teologia, dall'economia alla psicologia, dalla filosofia alle scienze della comunicazione – sono stati presentati da Chiara Lubich stessa nelle lezioni magistrali da lei svolte nelle numerose università di vari Paesi in occasione dell’assegnazione di molteplici dottorati h.c..
A partire dagli anni Novanta, si sono sviluppate reti internazionali di studiosi, professionisti, studenti e operatori di varie discipline che promuovono convegni, corsi di formazione, pubblicazioni, in dialogo con la cultura contemporanea:.
- Movimento politico per l'unità - Si definisce come “laboratorio internazionale di lavoro politico comune” tra cittadini, funzionari, studiosi e studenti della scienza politica, politici impegnati a vari livelli, di differente ispirazione culturale e appartenenza partitica. La sfida e l’impegno: mostrare il valore aggiunto della fraternità come categoria politica, come spazio di dialogo e di azione, anche tra le grandi correnti partitiche, nel governo delle comunità. Fra i progetti: scuole di partecipazione e cittadinanza attiva per giovani[49].
- Economia di comunione - È una corrente economica che ispira in vario modo la gestione di un migliaio di imprese in vari Paesi e una nuova teoria economica. Si inserisce nella più ampia corrente dell'economia civile. Punta a cambiare le regole del gioco dei sistemi economici, il modo di vederle e vivere l'impresa. L'imprenditore è visto come agente di comunione di beni, talenti e profitti, conciliando produzione e cura delle persone, responsabilità sociale e superamento delle disuguaglianze.
- Ecologia - Offre un contributo a livello di pensiero e di confronto in convegni internazionali per elaborare un “pensiero ecologico” fondato sul quadrinomio: custodia, responsabilità-coscienza ambientale, nuovo rapporto persona-natura e sostenibilità dello sviluppo[50].

Altre reti sono attive in: Scienze sociali, Psicologia, Diritto, Medicina, Comunicazione, Arte, Sport.

### Le micro-città
Il sogno di costruire modelli di città fondate sulla fraternità, ha in Chiara Lubich origine agli inizi degli anni Sessanta. Queste micro-città, denominate dai Focolari "cittadelle", negli anni, sono sorte in tutti i continenti. Sono attualmente 25, ciascuna con diverso grado di sviluppo e con caratteristiche tipiche dell'area geografica e culturale in cui sorgono.
In Europa – La prima cittadella nasce in Italia, nei pressi di Firenze, nella località di Loppiano, nel 1964. L'internazionalità è la sua nota tipica. In Germania, ad Ottmaring (Augusta) il timbro è ecumenico per la testimonianza dell’unità tra cattolici e evangelici. In Croazia, a Krizevci, sorge la Mariapoli Faro, segno della possibile convivenza fraterna tra le diverse nazionalità dell’area dei Balcani, segnate, negli anni Novanta, da conflitti e pulizia etnica, come massacro di Srebrenica.
Africa –  Due cittadelle: nei pressi di Nairobi in Kenya dove ha sede una scuola per l’inculturazione e nei pressi di Abidjan in Costa d'Avorio, punto di riferimento per i Paesi dell’Africa occidentale.
In Asia – È dedicata al dialogo interreligioso la cittadella “Pace” che sorge a Tagaytay (Manila) nelle Filippine, sede di una scuola di dialogo con le grandi religioni orientali, a servizio dei vari Paesi del continente. Nei suoi pressi ha sede il Centro sociale “BukasPalad”.
Nelle Americhe – L’unità in una società multietnica in quella negli USA nei pressi di New York. Il protagonismo dei giovani nella costruzione di un mondo unito è la caratteristica della cittadella di O'Higgins nei pressi di Buenos Aires in Argentina. In Brasile l’impegno delle tre cittadelle: a Vargem Grande Paulista nei pressi di San Paolo, a Recife e a Belém è offrire una risposta ai gravi problemi sociali del continente. In alcune cittadelle, come in Brasile, Argentina, Italia, sono sorti poli aziendali, sedi di imprese produttive informate dal progetto di Economia di Comunione.

### Solidarietà e cooperazione internazionale
Il Movimento nelle sue varie diramazioni è impegnato a promuovere la valorizzazione della reciprocità di beni materiali e culturali tra persone, gruppi e popoli, per suscitare l’autosviluppo ed il riscatto sociale.
- 1000 opere e iniziative sociali di varie dimensioni nei 5 continenti. Alcuni esempi: nelle Filippine,  BukasPalad ("A mani aperte"). attivo a Tagaytay, Cebu e Davao, per lo sviluppo integrale della persona e della famiglia; in Brasile, come a Recife, dove uno dei quartieri più depressi, noto un tempo come Isola dell'Inferno, per la profonda trasformazione sociale, è stato denominato "Isola Santa Teresina". Le opere e iniziative volte alla cooperazione internazionale e allo sviluppo sono gestite  Amu-Azione per un mondo unito., con sezioni in Italia, Germania, Lussemburgo e Portogallo.
- Per iniziativa dei giovani è nato  United World Project.  per collegare attraverso una rete globale le azioni locali di solidarietà, favorendo la partecipazione di altre associazioni, movimenti e istituzioni che condividono obiettivi e valori.
- I ragazzi s'impegnano in iniziative ad ampio respiro, come il progetto  Fame Zero.. Lo declinano sotto i più vari aspetti che vanno sotto i nomi:  Hombre Mundo (Uomini mondo).,  Living peace international.,   Prophetic economy., in collaborazione con Nomadelfia e l'Associazione Comunità Papa Giovanni XXIII; Run4Unity, evento annuale sportivo ed ecologico, simultaneo in vari Paesi; Teens for Teens.
- La solidarietà delle famiglie è rivolta specialmente ai bambini senza famiglia: con l'affido, adozioni internazionali e adozioni a distanza che vengono portate avanti attraverso  Azione per Famiglie Nuove Onlus (AFN)..
- Sono fiorite anche opere e iniziative sociali che non fanno parte del Movimento, ma sono ispirate dal suo carisma, come  "Missione Belem". che raccoglie persone senza dimora, vittime della droga e della prostituzione; la  Fazenda de Esperanca., la  Casa do Menor.. In Italia, tra le altre, Nuovi Orizzonti fondato da Chiara Amirante.

## Orientamento morale e sociale
Il Movimento è orientato da un'etica cristiana in sintonia con le posizioni della Chiesa Cattolica, coabita con un progressismo sociale (in particolare nei settori dell'accoglienza dei migranti, della promozione dell'ecologia e della lotta alle disuguaglianze economiche e sociali). Nel tempo la similarità con altri movimenti o realtà cristiane si è rafforzata rispetto alle origini, specialmente in conseguenza del Concilio Vaticano II che ha normalizzato realtà principalmente formate da laici.
Come recitano gli Statuti, gli elementi chiave del Movimento sono riassumibili nel processo di unità dell'intera umanità, lavorando a stretto contatto e tra le culture, i popoli e la loro storia. Ad oggi questo si sviluppa sia a livello locale, ma anche a livello globale con progetti come l'United World Project e reti nazionali e internazionali tematiche, come per l'ecologia EcoOne, per la poltiica MPPU, per lo sport SportMeet e molti altri ancora.
Il giornale Le Monde diplomatique ha riportato nel 2004 che Chiara Lubich è contraria alle coppie omosessuali e all'aborto. In Italia, ad esempio, nel 2016 il movimento ha espresso la propria contrarietà alla legge che autorizza l'unione civile delle coppie omosessuali, lasciando però i membri liberi di posizionarsi secondo le proprie convinzioni personali.
La stessa Chiara Lubich il 1 maggio 1986 al convegno del movimento per la vita a Firenze, aveva pubblicamente testimoniato, insieme a Santa Teresa di Calcutta, l'impegno a rispondere al bisogno di amore che chiede ogni vita dal concepimento alla morte. Riguardo ai giovani di orientamento omosessuale, la diramazione dei Focolari dedita alle famiglie, il Movimento Famiglie Nuove nel 2023 ha avviato un percorso di accompagnamento, denominato significativamente “Nessuno solo”.

## Casi di abusi e controversie
Nel 2021 il giornalista italiano Ferruccio Pinotti pubblica il libro La Setta divina: il movimento dei focolari fra misticismo, abusi e potere dove raccoglie le testimonianze di vittime di violenza psicologica all'interno del movimento, in diversi paesi in particolare nei confronti dei laici consacrati che vivono in comunità. In un comunicato stampa i dirigenti del Movimento esprimono “La vergogna e il dolore nei confronti delle vittime e di quanti si sono comunque sentiti offesi, la propria vicinanza e il desiderio di continuare o intraprendere un percorso di dialogo con essi”, parlano di "processi di conversione e rinnovamento in atto, in fedeltà al carisma di fondazione". Pur esprimendo verso la pubblicazione di Pinotti riserve “per la lettura parziale, inesatta o riduttiva della storia e della spiritualità del Movimento”.
.
Papa Francesco, in consonanza con i pontefici del secolo scorso, ha più volte riconosciuto carisma e spiritualità di Chiara Lubich e incoraggiato a esservi fedeli. Allo stesso tempo, rivolgendosi all’Assemblea Generale del Movimento dei Focolari (2021), aveva indicato “prudentemente”, quale antidoto agli abusi di potere, che non sia più affidato alla stessa persona con incarichi di governo a tutti i livelli sia “l’affrontare le crisi comunitarie e organizzative”, che “le crisi spirituali delle persone, che coinvolgono l’intimità del singolo e la sfera della coscienza”.  Confermava che si attuasse cioè la distinzione tra foro interno e foro esterno, “come è antica tradizione della Chiesa”. 
Già dal 2020 è iniziato un procedimento di revisione degli Statuti Generali e dei Regolamenti delle diverse diramazioni, per l’attuazione di questa distinzione.
In una lettera del 3 giugno 2020 a Maria Voce, il cardinale Kevin J. Farrell, prefetto del Dicastero per i laici, la famiglia e la vita, ha chiesto di cessare una pratica in uso da decenni dentro il movimento: la compilazione degli “schemetti” quotidiani. Questo strumento, strutturato a forma di tabella, veniva utilizzato dai membri del movimento dei Focolari per l'esame di coscienza, la cui compilazione per volere di Chiara Lubich era richiesta ogni sera. La griglia presentava diverse aree tematiche come preghiera, studio e corrispondenza personale nella prima riga. I membri annotavano le attività svolte e fornivano dettagli relativi anche alle spese, alle letture personali, agli incontri e alla salute fisica, alle spese personali e agli incontri fatti, consegnando periodicamente la tabella al superiore per la verifica.
Abusi sessuali: il caso di Jean-Michel Merlin
È anche venuta alla luce la piaga degli abusi sessuali, attraverso la denuncia ai media francesi, nel 2020, da parte di Christophe Renaudin che già nel 1994 aveva sporto denuncia penale contro Jean-Michel Merlin, un laico consacrato all'interno del movimento cattolico dei Focolari che avrebbe abusato di lui tra i 14 e i 16 anni. La denuncia però si era conclusa con la prescrizione. Merlin era stato tuttavia dichiarato colpevole in un procedimento civile nel 1998.
Nel 2016 Jean-Michel Merlin è stato espulso dal movimento. Era stato caporedattore del quotidiano del movimento Nouvelle Cité dal 1960 al 1990, responsabile della comunicazione interna al Secours Catholique dal 1992 al 2005 e ora si presenta come consulente volontario.
Nell'ottobre 2020 i tre responsabili per la Francia e l'Europa occidentale si sono dimessi e i dirigenti del Movimento hanno espresso "il più profondo dolore, vicinanza e sostegno alle vittime e alle loro famiglie".
Nel dicembre 2020 i Focolari hanno affidato l'indagine di questo caso all'agenzia britannica GCPS Consulting, che ha pubblicato il suo rapporto il 30 marzo 2022. Gli investigatori indipendenti hanno raccolto testimonianze di 37 vittime accertate di Jean-Michel Merlin, tutte maschi. I fatti si sono svolti tra il 1963 e il 1998. Il rapporto descrive Jean-Michel Merlin come "un pedofilo prolifico e seriale, responsabile di molteplici casi di abusi e tentati abusi sessuali su minori, compresi quelli di cui abbiamo informazioni e molto probabilmente molti altri". Il rapporto "stabilisce che una catena di funzionari per molti anni, sia in Francia che a Roma, non è riuscita ad agire sulla situazione di JMM in un modo che avrebbe protetto le vittime e impedito ulteriori episodi di abuso o tentato abuso". 
Dopo aver esaminato il rapporto i responsabili centrali del Movimento, il 29 marzo 2022 in una lettera resa pubblica rivolta a tutti i membri del Movimento in Francia, hanno espresso "shock e dolore" e riconosciuto di "aver fallito nella vigilanza, nell'ascolto e nell'accoglienza del grido di aiuto di molti" ed hanno assunto il fermo impegno "a rispondere con azioni, misure di ascolto, accoglienza e prevenzione alle raccomandazioni finali formulate dall'indagine indipendente". Misure già avviate dal 2011, poi riviste nel 2014 e nel 2020, ulteriormente aggiornate in seguito..
Il 31 marzo 2023 è stato pubblicato sul sito internazionale del Movimento il primo resoconto pubblico sui casi di abuso su minori e adulti vulnerabili; abusi spirituali e di autorità avvenuti nel Movimento dei Focolari con riferimento alle misure di riparazione, alle nuove procedure d'indagine e alle attività di formazione alla tutela della persona (a dicembre 2022)". Il documento afferma la centralità delle vittime, viene rinnovata la richiesta di perdono ed espressa gratitudine per la collaborazione e per il coraggio delle vittime nell'affrontare e portare alla luce questi crimini.
Dal 1º maggio 2023, per la gestione delle segnalazioni è entrata in carica una Commissione Indipendente Centrale, in sostituzione della commissione interna denominata CO.BE.TU.
Il 28 maggio 2023 la giornalista Federica Tourn, per conto del quotidiano Domani ha pubblicato un'inchiesta giornalistica, e pone ulteriori domande sui contenuti del report, secondo cui vengono omesse le circostanze, la portata e la durata nel tempo di questi abusi, eventuali responsabilità dei vertici del movimento. Non si sa quindi chi sapeva ed eventualmente chi abbia coperto i fatti.
È seguito, nel marzo 2024, un secondo resoconto pubblico del Movimento dei Focolari, più completo e aggiornato, insieme alle “Linee guida per la formazione in materia di tutela, e a un documento della politica di comunicazione del Movimento in questa materia.

## Esponenti del Movimento

### La fondatrice e i cofondatori
- Chiara Lubich, fondatrice del Movimento
- Igino Giordani,  primo focolarino sposato e cofondatore
- Pasquale Foresi, primo focolarino sacerdote e cofondatore
- Klaus Hemmerle, vescovo di Aquisgrana (Germania), cofondatore

### Presidente e Co-Presidente
- Margaret Karram, di origine palestinese con nazionalità israeliana,  il 1 febbraio 2021 è stata eletta Presidente dall'Assemblea Generale del Movimento.[84] Succede a Maria Voce, prima presidente dopo la morte di Chiara Lubich, fondatrice del medesimo, nel 2008. Per statuto, la presidenza del Movimento è una carica che sarà sempre ricoperta da una donna.
- Jesús Morán Cepedano, eletto copresidente del Movimento dei Focolari il 13 settembre 2014, il suo mandato è stato rinnovato per altri 5 anni il 2 febbraio 2021.

## Cause di beatificazione e canonizzazione in corso
Negli oltre 80 anni del Movimento dei Focolari, molti membri cattolici sono stati proposti al Dicastero per la Causa dei Santi, notoriamente Chiara Luce Badano e la fondatrice Chiara Lubich:

### Beati
- Chiara Luce Badano (1971-1990) di Sassello

### Venerabili
- Maria Orsola Bussone – (1954–1970) di Vallo Torinese; dichiarata venerabile il 18 Marzo 2015.
- Daniela Zanetta – (1962–1986), di Novara; dichiarata venerabile il 23 Marzo 2017.
- Jerzy Ciesielski – (1929-1970) della Polonia.

### Servi di Dio
- Chiara Lubich, serva di Dio 1920-2008.
- Igino Giordani, servo di Dio, 1894-1980 sposato, italiano
- Ginetta Calliari, serva di Dio 1918-2001 focolarina italiana
- Santa Scorese, serva di Dio 1968-1991 giovane italiana
- Alberto Michelotti, servo di Dio. 1958-1980 giovane italiano
- Carlo Grisolia, servo di Dio. 1960-1980 giovane italiano
- Dario Porta, servo di Dio. 1930-1996 sacerdote italiano
- Renata Borlone, serva di Dio. 1930-1990 focolarina italiana
- Margarita Bavosi, serva di Dio.  1941-1990 focolarina argentina
- Manuel Pascual Perrin, servo di Dio. 1925-2000 sposato argentino
- Maria Cecilia Perrin de Buide, serva di Dio. 1957-1985 sposata argentina
- Francesco Bono e Maria Rosaria De Angelis, servi di Dio. 1948-1996 - 1955-2000 coppia italiana
- Albertina Violi Zirondoli, serva di Dio. 1901-1972 sposata italiana
- Domenico Mangano, servo di Dio. 1938-2002 sposato italiano